# Міхейлень (Хунедоара)
Міхейлень, Міхейлені (рум. Mihăileni) — село у повіті Хунедоара в Румунії. Входить до складу комуни Бучеш.
Село розташоване на відстані 316 км на північний захід від Бухареста, 34 км на північ від Деви, 85 км на південний захід від Клуж-Напоки, 137 км на схід від Тімішоари.

## Населення
За даними перепису населення 2002 року у селі проживали 492 особи. Рідною мовою 491 особа (99,8%) назвала румунську.
Національний склад населення села:
| Національність | Кількість осіб | Відсоток |
| -------------- | -------------- | -------- |
| румуни         | 368            | 74,8%    |
| цигани         | 123            | 25,0%    |